# Anatolij Kołybanow
Anatolij Gieorgijewicz Kołybanow (ros. Анатолий Георгиевич Колыбанов, ur. 1904 w Jekaterynosławiu, zm. 25 marca 1978) – radziecki polityk, zastępca członka KC WKP(b) (1939–1952).

## Życiorys
W 1921 w Armii Czerwonej, w latach 1922–1923 w Czece, 1924–1926 sekretarz odpowiedzialny rejonowego komitetu Komsomołu w okręgu krzyworoskim, od 1925 w WKP(b). W latach 1926–1928 ponownie w Armii Czerwonej, 1928–1930 słuchacz fakultetu robotniczego przy Odeskim Instytucie Medycznym, 1930–1931 kierownik grupy propagandzistów Rejonu Podmiejskiego w Odessie, 1931–1934 studiował w Odeskim Instytucie Medycznym (nie ukończył studiów), 1934–1936 pomocnik, zastępca i p.o. szefa wydziału politycznego sowchozu w obwodzie odeskim. W latach 1937–1938 I sekretarz rejonowego komitetu KP(b)U w obwodzie odeskim, od 1938 do stycznia 1939 II sekretarz, a od 25 stycznia 1939 do 23 lipca 1945 I sekretarz Komitetu Obwodowego KP(b)U w Odessie. Od 21 marca 1939 do 5 października 1952 zastępca członka KC WKP(b), od 25 stycznia 1939 do 13 maja 1940 zastępca członka, a od 17 maja 1940 do 23 marca 1954 członek KC KP(b)U. Od 17 maja 1940 do 25 stycznia 1949 zastępca członka, a od 28 stycznia 1949 do 23 września 1952 członek Biura Organizacyjnego KC KP(b)U, w 1941 członek Rady Wojskowej 9 Armii i Rady Wojskowej Odeskiego Rejonu Obronnego, od 1941 do marca 1942 szef wydziału politycznego Ludowego Komisariatu Sowchozów ZSRR. Od 9 marca 1942 do 8 lipca 1943 I sekretarz Tatarskiego Komitetu Obwodowego WKP(b), w latach 1945–1948 pełnomocnik Wszechzwiązkowej Centralnej Rady Związków Zawodowych w Ukraińskiej SRR, 1948–1953 przewodniczący Ukraińskiej Republikańskiej Rady Związków Zawodowych, 1953–1956 słuchacz Wyższej Szkoły Partyjnej przy KC KPU, 1956–1961 zastępca rektora tej szkoły. Deputowany do Rady Najwyższej ZSRR 1 kadencji i do Rady Najwyższej Ukraińskiej SRR 2. i 3. kadencji.

## Odznaczenia
- Order Lenina (7 lutego 1939)
- Order Czerwonego Sztandaru Pracy
- Order Czerwonej Gwiazdy

I wiele medali.